# 거짓말 (빅뱅의 노래)
〈거짓말〉는 대한민국의 음악 그룹 빅뱅의 노래이다. 한국에서는 첫 미니 앨범 Always의 타이틀곡으로 2007년 8월 16일 발매되었다. 빅뱅의 리더 G-Dragon이 작사, 작곡을 맡았으며, 서정적인 피아노 샘플링과 슬픈 가사가 잘 혼합돼 신나면서도 슬픈 느낌을 주는 하우스풍의 노래이다. 원래는 G-Dragon의 솔로곡이었으나 소속사 YG 엔터테인먼트의 양현석 대표가 이 곡을 듣자마자 주저 없이 빅뱅의 타이틀곡으로 지목하면서 빅뱅의 타이틀곡이 되었다.
뮤직 비디오는 차은택 감독이 메가폰을 잡아 특유의 스타일리시한 영상을 만들어 냈으며, G-Dragon이 사랑하는 여자친구를 위해 대신 누명을 쓰고 감옥에 갇히게 되는 애절한 이야기를 그리고 있다.
| “ | 지디(GD, 지드래곤)도 방송에서 한번 했던 얘기인데, 내가 일본에 가 있을 때 지디가 곡을 쓰기 시작하면서 노래의 일부분을 보내왔다. 소위 싸비 부분이라고 부르는 후렴 부분을 나한테 보냈다. 원래는 지디 솔로를 위한 준비 곡이었는데 호텔방에서 그 노래를 드는데 뭔가 확 전율이 왔다. 한 번 듣고서. 바로 지디한테 전화해서 이 노래는 솔로 곡으로 하지 말고 빅뱅 곡으로 하자고 했다. 그렇게 완성된 곡이 <거짓말>이었다. 그리고 대박이 터졌다. | ” |

## 기타
- MBC 《무한도전》 매니저 특집에서는 유재석과 정형돈이 빅뱅을 패러디한 "석뱅"을 결성해 "거짓말"을 패러디했다.
- MBC 방송연예대상에서 《라디오 스타》의 MC 김구라, 김국진, 신정환, 윤종신이 "거짓말"을 패러디했다.